# مجدي معروف
مجدي معروف (1972-2025) شاعر فلسطيني لقب بـ «نزار قباني الثاني» ولد في طرابلس- لبنان في بيت تعود جذوره إلى قضاء عكا، وبعد سنتين سافر مع والديه إلى ليبيا سنة 1973م وبعدها إلى العراق سنة 1976م، وتوفي والده في العراق وهو ابن 28 عاما سنة 1978م وعادت الـعـائلة إلى بيروت، وفيها أنهى المرحلة الابتدائية ونصف المرحلة الإعدادية من تعليمه في إحدى المدارس الخاصة ثم عاد إلى طرابلس بعد اجتياح بيروت وأكمل دراسته إلى الثانوية.
في سنة 1988م سافر إلى الدانمرك لدراسة الأدب الإنكليزي، إلا أنه بعد سفره إلى ألمانيا ودرس فيها وتخرج من كلية علم الأحجار الكريمة سنة 1992م فنال شهادات: عالم أحجار كريمة، خبير تقييم الماس، خبير فحص اللؤلؤ والمواد العضوية، وأكمل دراسة تصنيع الأحجار الكريمة في ألكساندروف موسكو- روسيا، وعمل فترة في ألمانيا ثم عاد إلى الدنمارك.حصل على الدكتوراه في علوم اللغة العربية سنة 2010م. عمل منذ سنة 1998م إلى سنة 2005م أستاذا للغة العربية والإنكليزية في الدنمارك.
اعتنى بعدها بأمور عمله في مجال الأحجار الكريمة إلى الآن، لكن هذا الغياب لمدة ليست قصيرة أثر على الجانب الشعري والأدبي في حياته إلا أن أشعاره عادت لتنتشر بقوة، وهو إلى الآن يعمل في مجال الأحجار الكريمة ويعمل مستشارا متعدد اللغات لدى إحدى الشركات الإماراتية في دبي
اشتهر أسلوبُه بسهولة الألفاظ وعمق المعاني والتميز بقوة الصور التي ترتسم وقت قراءة قصائده، وهذا يدل بوضوح على أنه إنسان عالي الإحساس وشديد الذكاء وموهبته نادرة الوجود، فهو قادر على التصرف بالكلمة كأنها طوع أمره، وهذا يشهد به شعراء كثيرون، كقول الشاعر المغترب جمال حمدان:
أشعرًا قلتَ أم سحرا ...... فقولُكَ رقّصَ السطـــــــرا
كأنّ الشــــعرَ إيوانٌ ...... ومجدي في الهوى كِسْرى
بدأ الكتابة في مجلة (سيدتي) سنة 2000 ،وتوقف عن الكتابة فيها سنة 2004، وبدأ النشر بعدها في جريدة الأهرام المصرية وغيرها. شارك في عدة مؤتمرات شعرية وحصل على جائزة في الكويت عندما ألقى قصيدته المشهورة (طائر الأحزان). عُرِف بعدةِ ألقابٍ مثل: نزار قباني الثاني - النسخة العصرية من عمر بن أبي ربيعة (بسبب أشعاره الغزلية التي تجاوزت حدود المسموح به عند العرب) وكان هذا سببا لاتهامه بالإباحية وذلك يتمثل في قصيدته (خبايا الزوايا)، فقد أثبتها عنه جمعٌ كبير وأنكر نسبتها إليه جمع كبير من الشعراء. والتزم الشعر الروحي والصوفي منذ سنين ولم يُعرف له غيرها.
أما قصائدُه الوجدانية (الحزينة) فهي في غاية الرقة والنعومة كقصيدة (طائر الأحزان) وقصيدة (أفكرُ فيكِ) وقصيدة (رجاءً لا تقوليها) وغيرها، ترك من القصائد ما يزيد على 500 قصيدة بين غزلية ووجدانية. 

 
توفي رحمه الله وغفر له وأسكنه الفردوس الأعلى في 26.02.2025 في تركيا_ اسطنبول 